# Български конституционен референдум (1971)
Конституционен референдум се провежда в България на 16 май 1971 г.
Избирателите са запитани дали одобряват нова конституция (т.нар. Живковска конституция), чийто първи член отбелязва „водещата роля“ на Българската комунистическа партия. Резултатът е 99,7 % „за“, с избирателна активност от 99,7 %.
Студенти от специалност „Икономика и организация на туризма“ при ВИНС „Д. Благоев“ от Варна предлагат в текста да се впише, че: „Ръководна сила в обществото и държавата е БКП“, което става факт в прословутия Член 1.
Впоследствие същата норма се появява и в конституцията на СССР от 1977 г. В крайна сметка, през 1985-89 г., отново студенти, но вече като членове на Дружество „Нове“ от Свищов настояват този член да бъде премахнат.

## Резултати
| Избора                    | Гласове   | %    |
| ------------------------- | --------- | ---- |
| За                        | 6 135 218 | 99.6 |
| Против                    | 15 477    | 0.3  |
| Невалидни/празни гласове  | 5533      | 0.1  |
| Общо                      | 6 156 228 | 100  |
| Източник: Nohlen & Stöver |           |      |